# Lex Acilia repetundarum
La Lex Acilia Repetundarum è una legge romana promossa da Gaio Sempronio Gracco e dal tribuno della plebe Manio Acilio Glabrione da cui prese il nome nell'insieme dell'ampia azione legislativa portata avanti dai due. Fu approvata nel 123-122 a.C. con un plebiscito. Essa prevede che venga modificata la composizione e la procedura dei tribunali per il reato di concussione.
La legge puniva le malversazioni dei governatori con una pena in denaro, da versarsi direttamente nelle casse dello Stato, pari al doppio del valore del danno prodotto, evitando persecuzioni da parte di privati.
La legge prevede anche che tali crimini fossero giudicati da un tribunale penale permanente, presieduto da un magistrato e composto da giurati tra i trenta e i sessanta anni d'età, appartenenti all'ordine dei cavalieri e regolò la procedura. Secondo questa legge il processo poteva essere rinviato ad un secondo dibattito, da svolgersi non oltre il terzo giorno dalla fine del primo. Permetteva così, alle parti dell'accusatore e dell'accusato di esporre i loro pareri due volte e con nuove argomentazioni. Alla fine del secondo dibattito era decisa la sentenza definitiva.